# Mark Olberding
Mark Allen Olberding (Melrose, 21 aprile 1956) è un ex cestista statunitense, professionista nella ABA, nella NBA e in Italia.

## Palmarès
- ABA All-Rookie Team (1976)